# 8. кордунашка дивизија НОВЈ
Осма кордунашка ударна дивизија била је дивизија Народноослободилачке војске Југославије, формирана 22. новембра 1942. наредбом Врховног штаба НОВ и ПОЈ од Четврте и Пете кордунашке бригаде и Шесте приморско горанске бригаде. Први командант дивизије био је Владо Ћетковић, а политички комесар Артур Туркулин.
Пошто је Шеста приморско-горанска бригада била удаљена и оперисала самостално, уместо ње у састав дивизије je 5. децембра 1942. ушла Петнаеста кордунашка бригада. Сматрала се једном од елитних јединица НОВЈ. Јуна 1944. за изванредне успехе добила је назив „ударна”.

## Борбени пут Осме дивизије
На почетку операције „Вајс I” некомплетна дивизија (Четврта кордунашка бригада водила је са Тринаестом пролетерском бригадом операције на Жумберку) била је наступањем 7. СС дивизије „Принц Еуген” са основице Карловац-Петриња према Слуњу и Великој Кладуши приморана на одбрану. Немци су успели да маневром продру у бок и позадину положаја дивизије, па је она била принуђена на извлачење према Лици. Током зиме и пролећа Осма кордунашка дивизија је у садејству са Шестом личком дивизијом изводила успешна офанзивна дејства и учествовала у нападу на Оточац априла и нападу на Госпић маја 1943. године.
Током 1943. године дивизија је била ангажована у бројним одбрамбеним и нападним дејствима против немачких, италијанских, усташко-домобранских и четничких формација у области између Купе и Уне. У новембру 1943. учествовала је у нападу на Глину, а у децембру се нашла под ударом јединица 15. и 69. немачког корпуса током Операције „Пантер”. У марту 1944. године дивизија је с великим успехом одбила осовинску офанзиву у Плашћанској долини. Учествовала је у нападу на Цазин априла 1944. и маневарским одбрамбеним борбама током Операције „Шах” у мају.
Током јуна и јула 1944. године дивизија је у садејству с 34. хрватском дивизијом и словеначким јединицама дејствовала је по осовинско-квислиншким гарнизонима и комуникацијама у Покупљу, Туропољу, Жумберку и Белој Крајини у Словенији, а током августа и септембра водила је борбе поново на територији Кордуна, Лике и Баније.
Крајем октобра 1944. дивизија се пребацила у Цазинску Крајину где је у новембру била ангажована у интензивним борбеним дејствима током напада на Цазин новембра 1944. године. Зиму 1944/45. године провела је у оштрим борбама са јединицама немачког 15. корпуса око виталних комуникација и одбрамбених тачака у Лици и на Кордуну.
Наком расформирања Унске оперативне групе у састав дивизије ушла је њена Муслиманска бригада и Крајишки партизански одред.
Током завршних операција за ослобођење Југославије, била је потчињена Четвртој армији ЈА и под њеном командом је учествовала у ослобађању Бихаћа, Личко-приморској и Тршћанској операцији.
Указом Врховног штаба НОВ и ПОЈ 16. јуна 1944. године Осма кордунашка дивизија проглашена је ударном у знак признања за постигнуте успехе.

## Командни састав дивизије
- Команданти дивизије:
  - Владо Ћетковић — од формирања дивизије до децембра 1943.
  - Милош Шумоња — од децембра 1943. до новембра 1944.
  - Михаило Војновић — од новембра 1944. до марта 1945.
  - Јоцо Тарабић — од марта 1945. до краја рата
- Политички комесари дивизије:
  - Артур Туркулин — од формирања дивизије до априла 1943.
  - Милош Шумоња — од априла до децембра 1943.
  - Алекса Бацковић — од децембра 1943. до априла 1944.
  - Душан Хрстић — од априла 1944. до марта 1945.
  - Шукрија Биједић — од марта 1945. до краја рата
- Начелници Штаба дивизије:
  - Јоцо Тарабић — од формирања дивизије до фебруара 1943.
  - Милош Шумоња — од фебруара до априла 1943. до
  - Никола Грубор — од маја до августа 1943.
  - Михаило Војновић — од септембра до децембра 1943.
  - Мићун Павловић — од децембра 1943. до марта 1944.
  - Мишко Блажевић — од јуна до новембра 1944.
  - Симо Микашиновић — од новембра 1944. до краја рата